# Sexe a Nova York
Sexe a Nova York (títol original en anglès, Sex and the City) és una sèrie de televisió americana que es va emetre per primera vegada al canal HBO el 6 de juny de 1998 i que va durar fins al 2004, amb un total de sis temporades. Ambientada a la ciutat de Nova York, la sèrie tracta sobre la vida de quatre bones amigues i la seva visió sobre l'amor i les relacions amb un to d'humor i elements dramàtics. Tracta temes quotidians i socialment rellevants, com el paper de la dona a la societat actual. S'ha doblat al català per a 8tv, que va començar a emtre-la el 2007.
La sèrie està basada en el llibre de Candace Bushnell, que es titula de la mateixa manera. Aquest llibre és un recull de les seves columnes a The New York Observer. Si afegim que la protagonista, Carrie Bradshaw i l'autora comparteixen les inicials, és fàcil trobar la relació entre elles: Carrie és el seu àlter ego. La primera temporada si es basa en les columnes de Bushnell, però a partir de la segona temporada, va adquirir vida pròpia i va anar més enllà que el llibre. Aquest és un dels motius pels quals la manera de narrar els articles i la història canvia amb la segona temporada. En la primera es feien entrevistes a coneguts i persones del carrer sobre les relacions i sovint la protagonista parlava directament a càmera, mentre que a partir de la segona temporada és narrada només per la veu en off de la protagonista.
L'any 2008 es va rodar una pel·lícula, Sexe a Nova York: La pel·lícula i dos anys més tard, Sexe a Nova York 2. L'any 2012 van emetre el capítol pilot de The Carrie Diaries, la preqüela de Sexe en Nova York, basada també en un dels llibres de Candace Bushnell, i en 2022 va es va començar a emetre la continuació en la sèrie And Just Like That.

## Descripció
La Carrie Bradshaw és una jove novaiorquesa que escriu setmanalment un article pel New York Star sobre sexe i amor, basant-se en les seves pròpies experiències i les de la gent que l'envolta. La sèrie la seva vida juntament amb la de les seves millors amigues: la Miranda, la Charlotte i la Samantha; quatre dones solteres, independents i amb una feina estable i exitosa. Cadascuna d'elles té una visió diferent de l'amor i les relacions, fet que a vegades provoca discussions, però que al final, la sèrie ens mostra que s'ha de tolerar la manera en què els altres veuen la vida, l'amor i el sexe, cadascú té una manera diferent de ser feliç. Totes quatre van passant per diferents relacions i rotllos, enamorant-se i patint per amor, i vivint situacions que sovint fan empatitzar a l'espectador.

## Actrius principals

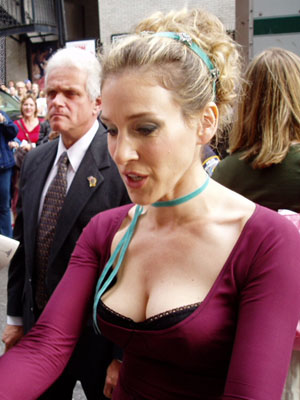
Sarah Jessica Parker
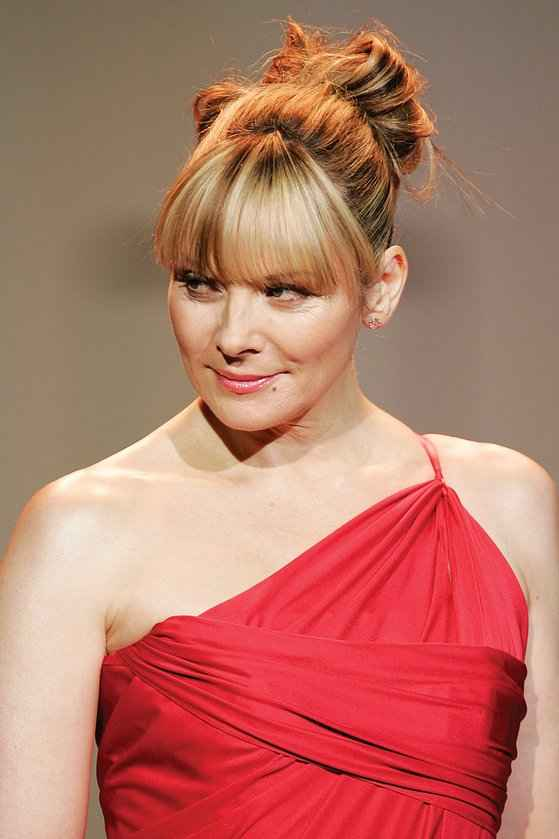
Kim Cattrall
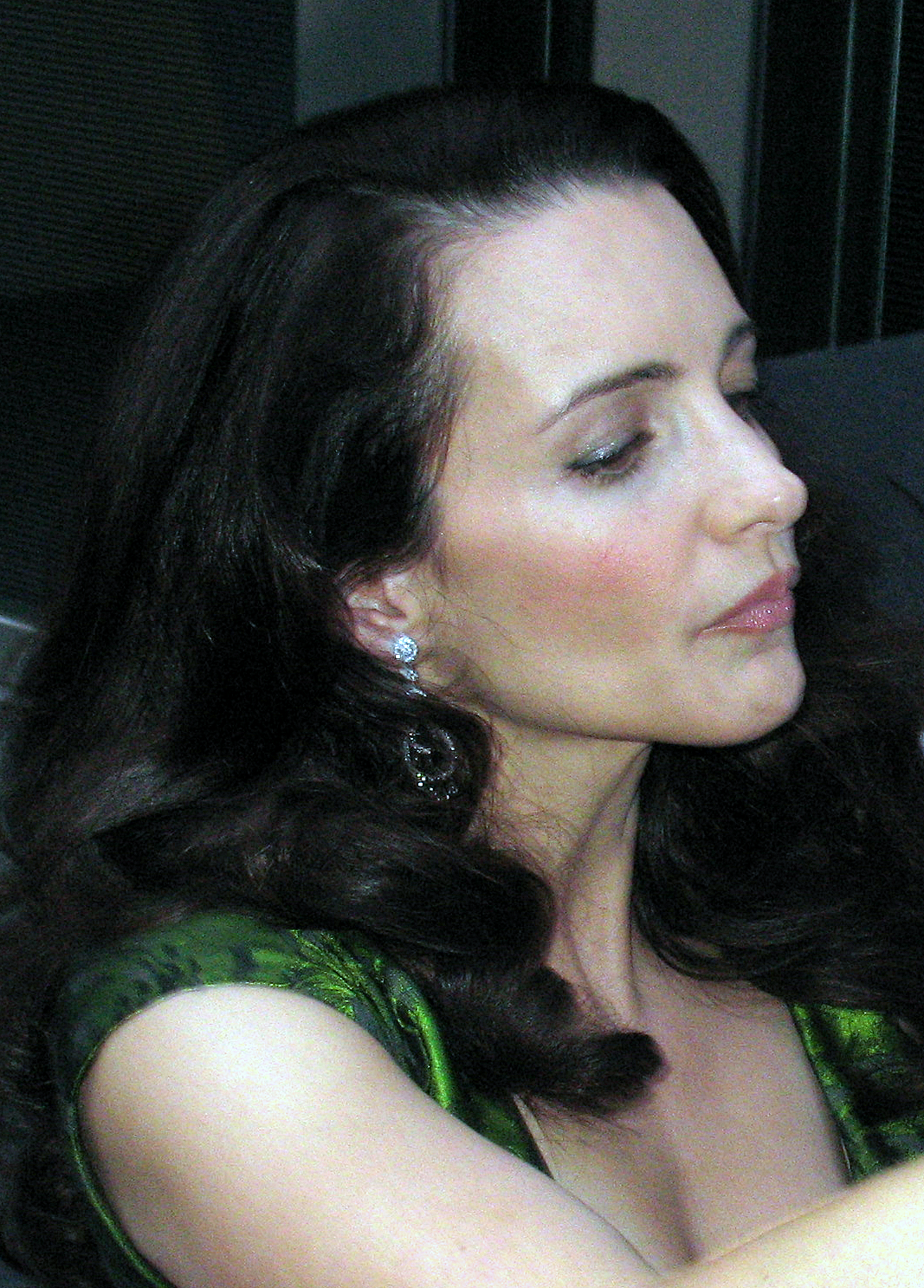
Kristin Davis
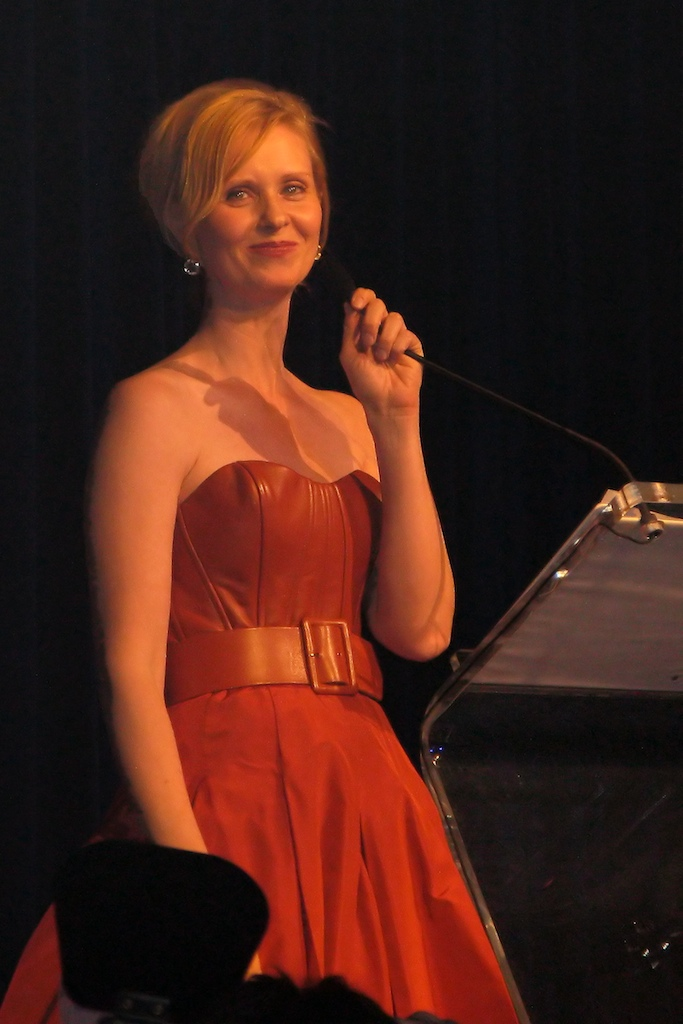
Cynthia Nixon

| Personatge      | Actriu               | Descripció |
| Carrie Bradshaw | Sarah Jessica Parker | (32) És la narradora de cada episodi. Així, cada episodi està estructurat al voltant dels seus pensaments mentre escriu la seva columna al diari de ficció The New York Star. La Carrie és una dona moderna, curiosa, divertida i espontània, que segueix les tendències de moda i que no dubta en gastar-se quasi tots els seus ingressos en sabates i vestits. Ella mateixa ho diu: "M'agrada tenir els meus diners on els puc veure... penjats al meu armari". És intel·ligent, intuïtiva i reflexiona minuciosament sobre les coses, fet que es demostra en els seus articles. |
| Samantha Jones  | Kim Cattrall         | (40) És la més gran de les quatre i la que té més experiència amb els homes. Samantha és una dona que treballa de relacions públiques, és independent i amb una personalitat molt forta. Una de les seves millors qualitats és la lleialtat que sempre demostra vers les seves amigues. És una dona molt lliberal, sexualment parlant, sense tabús ni prejudicis, que no pretén amagar la seva vida sexual. És divertida, intel·ligent, molt segura de si mateixa i sap jugar amb el seu sex-appeal per atreure els homes. No hi ha res que l'aturi, és lluitadora i valenta i molt conscient dels desavantatges de la dona en els negocis i en l'àmbit laboral en general, però això no és cap obstacle per ella, per demostrar la seva vàlua en la feina que realitza. |
| Charlotte York  | Kristin Davis        | (30) És una romàntica que creu profundament en l'existència del príncep blau. Ha basat la seva vida en la cerca del marit perfecte per tal de tenir una vida perfecta. És una dona idealista i perfeccionista, que ajuda sempre que pot a les persones que la rodegen però a vegades el seu punt de vista tan clàssic sobre la parella i el matrimoni la fan entrar en conflicte amb les seves amigues. |
| Miranda Hobbes  | Cynthia Nixon        | (31) És una advocada d'èxit que té una visió molt cínica de les relacions de parella i dels homes en general. És una dona forta i que està constantment treballant, fins i tot se la podria considerar addicta a la feina, però que ho fa per demostrar que pot fer-ho igual o millor que els seus companys masculins de feina. Respecte al seu caràcter, és realista, independent i decidida, tot i que en el fons és força insegura però ho amaga darrere del seu humor i la seva intel·ligència. És la millor amiga de la Carrie i li fa de confident molt sovint. Encara que al principi de la sèrie, li van donar un caire masculí, més endavant va anar canviant de "look", cap a una Miranda més femenina i dolça.                                                |

## Personatges secundaris
Stanford Blatch (Willie Garson): És un home homosexual que pertany a una família aristocràtica. És un dels millors amics de la Carrie. Li encanta la moda, sovint porta roba estrafolària, és rialler, xerraire i tafaner, però sempre està per la Carrie quan el necessita.
Anthony Marentino (Mario Cantone): amic gay de la Charlotte. És organitzador d'esdeveniments i va conèixer a la Charlotte al preparar la seva boda. Tots dos van congeniar força bé i van seguir mantenint el contacte. És un home superficial i xafarder que manté una constant competència i rivalitat amb l'Standford.

### Parelles
| Personatge          | Actor/Actriu        | Durada                  | Descripció |
| Peix Gros           | Chris Noth          | Temp.1 - 6 + Pel·lícula | "Peix Gros" és un pseudònim per l'encantador, atractiu i sarcàstic amant de Carrie durant la sèrie. Es coneixen a la primera temporada i després d'algunes trobades casuals, finalment comencen a sortir. No obstant això, al final trenquen per la impossibilitat d'ell de comprometre's i la seva relació es converteix en un anar i venir, fos com a amics, parella o amants. Finalment, a l'última temporada, ell s'adona que vol estar amb ella i la va a buscar a París. No és fins a l'últim capítol que se'ns mostra el seu nom real: John. |
| Steve Brady         | David Eigenberg     | Temp.2 - 6 + Pel·lícula | És un home sensible, senzill i poc ambiciós, però romàntic i amb un gran cor. Coneix a la Miranda a la segona temporada, quan ell és el cambrer d'un bar on va ella. A partir d'aquell moment comencen a veure's, fins que finalment acaben sortint. Al final la Miranda l'acaba deixant per les diferències econòmiques, però més endavant, després que al Steve li treguin un testicle per culpa del càncer, la Miranda es queda embarassada d'ell i acaben tenint un fill, tot i que sense estar junts. Al final, s'adonen dels seus sentiments i celebren una petita boda. |
| Aidan Shaw          | John Corbett        | Temp.3 - 5              | És un dissenyador de mobles de Manhattan, senzill, guapo i afectuós que va estar sortint amb la Carrie fins que ella li va confessar que l'estava enganyant amb el Peix Gros. Després d'un temps, tornen a sortir, però acaben trencant perquè la Carrie no es vol casar amb ell. |
| Smith Jerrod        | Jason Lewis         | Temp. 6 + Pel·lícula    | És un cambrer jovenet que va seduir a Samantha. Tot i que en un principi ella manté les distàncies amb ell, mantenint únicament una relació sexual, ell a poc a poc li va demanant una relació més estable i finalment ella acaba accedint, acceptant que també té sentiments cap a ell. Ell és un jove actor, que treballa en petites obres de teatre sense gaire èxit. La Samantha li dona una empenta que fa que ell aconsegueixi cada vegada millors papers. |
| Harry Goldenblatt   | Evan Handler        | Temp.5 - 6 + Pel·lícula | És un advocat jueu que va portar el cas de divorci de la Charlotte. Ell des d'un principi vol alguna cosa amb ella, però ella no el veu com a candidat de "príncep blau". Ell és tot el contrari al que buscava: menja amb la boca oberta, és pelut, és calb... Finalment, el que comença com una relació sexual a poc a poc va esdevenint més serio. En Harry va anar conquistant el cor de Charlotte i va esdevenir un home molt especial a la seva vida. |
| Aleksandr Petrovsky | Mikhail Baryshnikov | Temp. 6                 | És un famós artista rus que va tenir una relació amb la Carrie durant un temps. Ell és un home romàntic, culte i intel·lectual, que mostra a la Carrie un nou punt de vista de veure l'amor. Tenen una relació quasi perfecta, fins que en un viatge que fan a París, s'adona que ell és un egocèntric i decideix deixar-lo. |
| Trey MacDougal      | Kyle MacLachlan     | Temp.3 - 4              | És el "príncep blau" de la Charlotte, encara que després no acabés bé la relació. És un prestigiat cirurgià que prové d'una família adinerada. És atractiu, bon home, cavallerós, intel·ligent i tracta a la Charlotte com una princesa. El dia abans de celebrar una boda de conte de fades es troben amb un petit problema i és que no poden consumir el matrimoni. En Trey té una sèrie de problemes psicològics que li impedeixen realitzar l'acte i tot i que en un principi ho volen solucionar, després de la negativa per part d'ell de parlar del tema, acaba afectant el matrimoni. Després de donar-se un temps, tornen a ajuntar-se i tot i que sí que poden realitzar l'acte, s'adonen que hi ha altres problemes i és que ell no vol tenir fills i aquest és un dels grans somnis de la Charlotte. Finalment acaben divorciant-se. |
| Richard Wright      | James Remar         | Temp.4 - 5              | Després de dur a terme alguns negocis junts, en Richard i la Samantha comencen a tenir trobades sexuals. Ell és un magnat milionari, propietari de diversos hotels, educat i seductor que acaba fent que la Samantha, malgrat no voler-ho, s'acabi enamorant d'ell. Finalment, acaben sortint junts fins que ella el troba tenint relacions sexuals amb una altra. Després de tallar la relació, ell segueix trucant-li i demanant-li una segona oportunitat fins que ella accepta. Però malgrat voler tenint una relació amb ell, la Samantha es torna paranoica pensant que a la mínima que ella s'aparti del seu costat, ell li posarà les banyes. Al final, cansada de les seves pròpies paranoies que li impedeixen ser feliç, deixa al Richard amb les paraules següents: "Richard, jo t'estimo molt, però més m'estimo a mi mateixa".     |

## Temporades
La sèrie consta d'un total de 6 temporades i 94 capítols. La primera temporada només té 12 capítols, mentre que les tres següents en tenen 18. A la cinquena temporada, a causa de l'embaràs de la Sarah Jessica Parker i al fet de no voler-ho incloure en la sèrie, a diferència de l'embaràs de la Cynthia Nixon, va quedar reduïda a 8 capítols. En aquesta cinquena temporada van haver de jugar amb els plans i vestint a la Carrie amb vestits i samarretes vaporoses per evitar que l'espectador s'adonés de la seva panxa. La sisena i última temporada consta de 20 capítols.
Al 2021 s'estrena And Just Like That..., com a seqüela de la sèrie.

## Premis
- 2004: Emmy: Millor actriu (Sarah Jessica Parker) i Millor actriu secundària (Cynthia Nixon). 10 nominacions, incloent Millor sèrie comèdia
- 2003: Emmy: Millor càsting. 13 nominacions, incloent Millor sèrie de comèdia
- 2002: Emmy: 3 premis, incl. Millor direcció. 10 nom. incloent Millor sèrie de comèdia
- 2001: Emmy: Millor sèrie comèdia. 10 nominacions
- 2000: Emmy: 9 nominacions, incloent Millor sèrie comèdia
- 1999: Emmy: 2 nominacions: Millor sèrie comèdia i Millor actriu (Sarah Jessica Parker)
- 2004: Globus d'Or: 2 nominacions: 'Millor sèrie comèdia, Millor actriu (Sarah Jessica Parker)
- 2003: Globus d'Or: Millor actriu (Sarah Jessica Parker). 5 nominacions, incloent Millor sèrie de comèdia
- 2002: Globus d'Or: Millor actriu secundària (Kim Cattrall). 4 nom., incloent Millor sèrie comèdia
- 2001: Globus d'Or: 2 premis: Millor sèrie comèdia, Millor actriu (Sarah Jessica Parker). 3 nominacions
- 2000: Globus d'Or: 2 premis: Millor sèrie comèdia, Millor actriu (Sarah Jessica Parker). 4 nominacions
- 1999: Globus d'Or: 2 premis: Millor sèrie comèdia, Millor actriu (Sarah Jessica Parker). 5 nominacions
- 1998: Globus d'Or: Nominada a Millor actriu (Sarah Jessica Parker)[5]